# Берреттини, Маттео
Матте́о Берретти́ни (итал. Matteo Berrettini; род. 12 апреля 1996 года в Риме, Италия) — итальянский теннисист; финалист одного турнира Большого шлема в одиночном разряде (Уимблдон-2021); полуфиналист двух турниров Большого шлема в одиночном разряде (Открытый чемпионат США-2019, Открытый чемпионат Австралии-2022); победитель 12 турниров ATP (из них десять в одиночном разряде); бывшая шестая ракетка мира в одиночном разряде; обладатель Кубка Дэвиса 2024 в составе сборной Италии; финалист Кубка ATP 2021 и United Cup 2023 в составе сборной Италии.

## Общая информация
Маттео — один из двух детей Луки и Клаудио Берреттини; его брата зовут Якопо, он также занимается теннисом.
Итальянец начал играть в теннис в четыре года. Любимое покрытие — хард; лучший удар — форхенд. Любимым считает турнир в Риме.
Любит НБА и игру Леброна Джеймса, болельщик футбольного клуба «Фиорентина» (хотя сам Берреттини родился в Риме, его дедушка из Флоренции).

## Спортивная карьера

### Начало карьеры

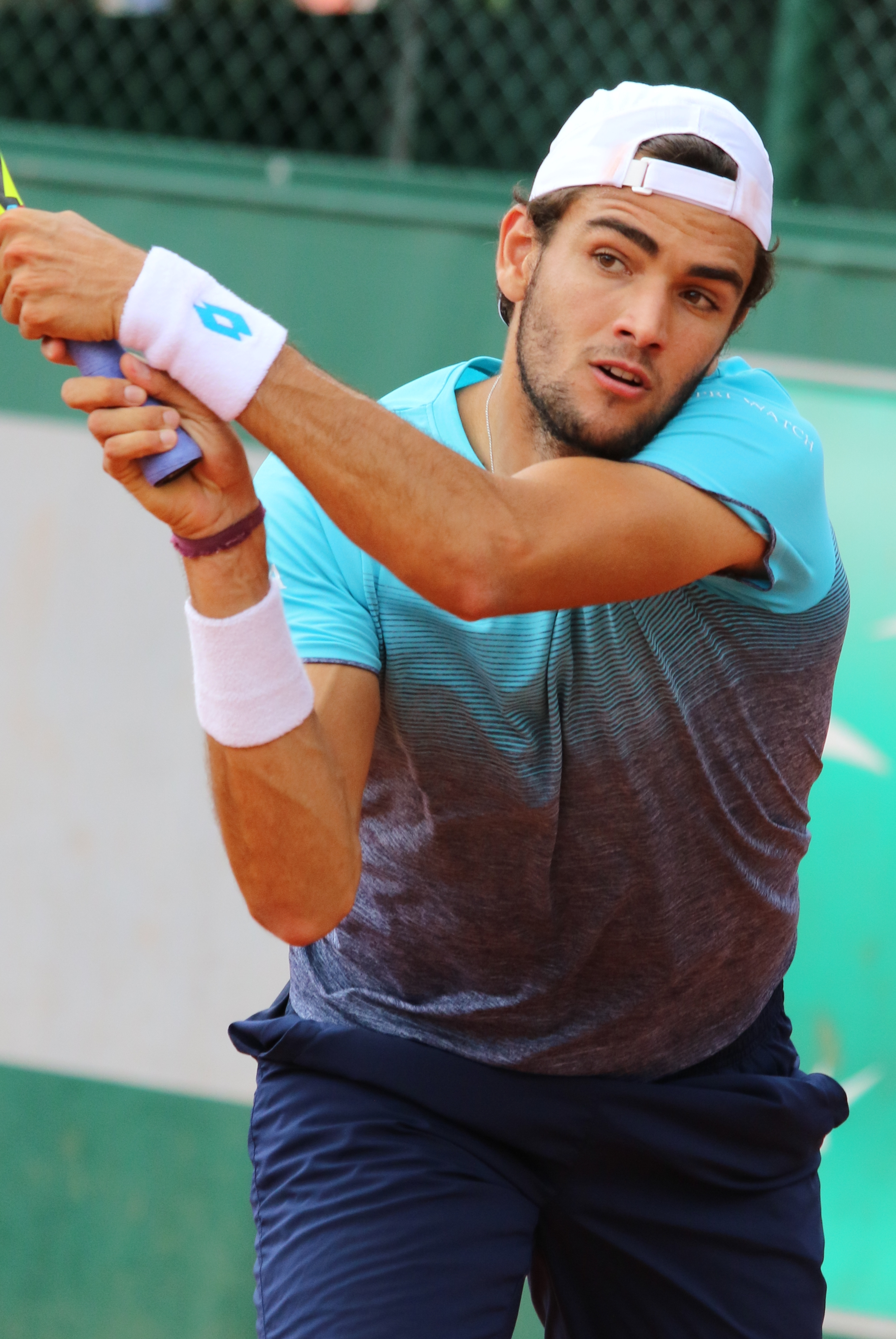
На Ролан Гаррос 2018 года

Берреттини активно начал взрослую карьеру и появился в мировом рейтинге в 2015 году, хотя первые игры на «фьючерсах» и «челленджерах» сыграл годами ранее. Первые взрослые титулы на «фьючерсах» завоевал в том же году (два в парном и один в одиночном разрядах). В конце 2016 года Берреттини сыграл в первом финале «челленджера», а в 2017 году уже стал выступать на них регулярно, четырежды пройдя в финалы этой серии и выиграв один титул. В Сан-Бенедетто-дель-Тронто он переиграл Ласло Дьере из Сербии в решающем матче за дебютный выигрыш на «челленджерах». Ранее в мае того же года дебютировал на турнирах основного ATP-тура, получив уайлд-кард на турнир серии Мастерс в Риме. Первую игру он сыграл против Фабио Фоньини и проиграл в двух сетах.
В решающем матче квалификации за попадание на Открытый чемпионат Австралии 2018 года Берреттини проиграл американцу Денису Кудле (6-4, 3-6, 5-7), но попал в основную сетку как «лаки-лузер». В дебютном для себя турнире серии Большого шлема в первом круге уступил французу Адриану Маннарино (4-6, 4-6, 4-6). В феврале он выиграл «челленджер» в Бергамо, в финале в трёх сетах был обыгран Стефано Наполитано. В марте дошёл до финала «челленджера» в США, где уступил Михаилу Кукушкину (2-6, 6-3, 1-6). Этот результат позволил итальянцу впервые подняться в топ-100 мирового рейтинга. На Открытом чемпионате Франции Берреттини обыграл немца Оскара Отте и Эрнеста Гулбиса из Латвии, но в третьем круге уступил 8-й ракетке мира Доминику Тиму (3-6, 7-6, 3-6, 2-6).
На дебютном Уимблдоне удалось в первом раунде в пяти сетах обыграть Джека Сока из США, однако затем он проиграл французу Жилю Симону. В июле 2018 года Берреттини в швейцарском Гштаде выиграл турнир ATP 250 на грунте сразу в одиночном и парном разрядах (вместе с опытным Даниэле Браччали). При этом в одиночном разряде выиграл все пять матчей в двух сетах, включая финал у Роберто Баутисты Агута. Эти титулы стали дебютными в основном туре в карьере итальянца. На следующем для себя турнире в Кицбюэле вышел в четвертьфинал. На Открытом чемпионата США в первом круге уступил в трёх сетах Денису Кудле. В сентябре Берреттини выиграл второй турнир в Туре в парном разряде — в Санкт-Петербурге вместе с Фабио Фоньини.

### 2019—2020 (попадание в топ-10 и полуфинал в США)

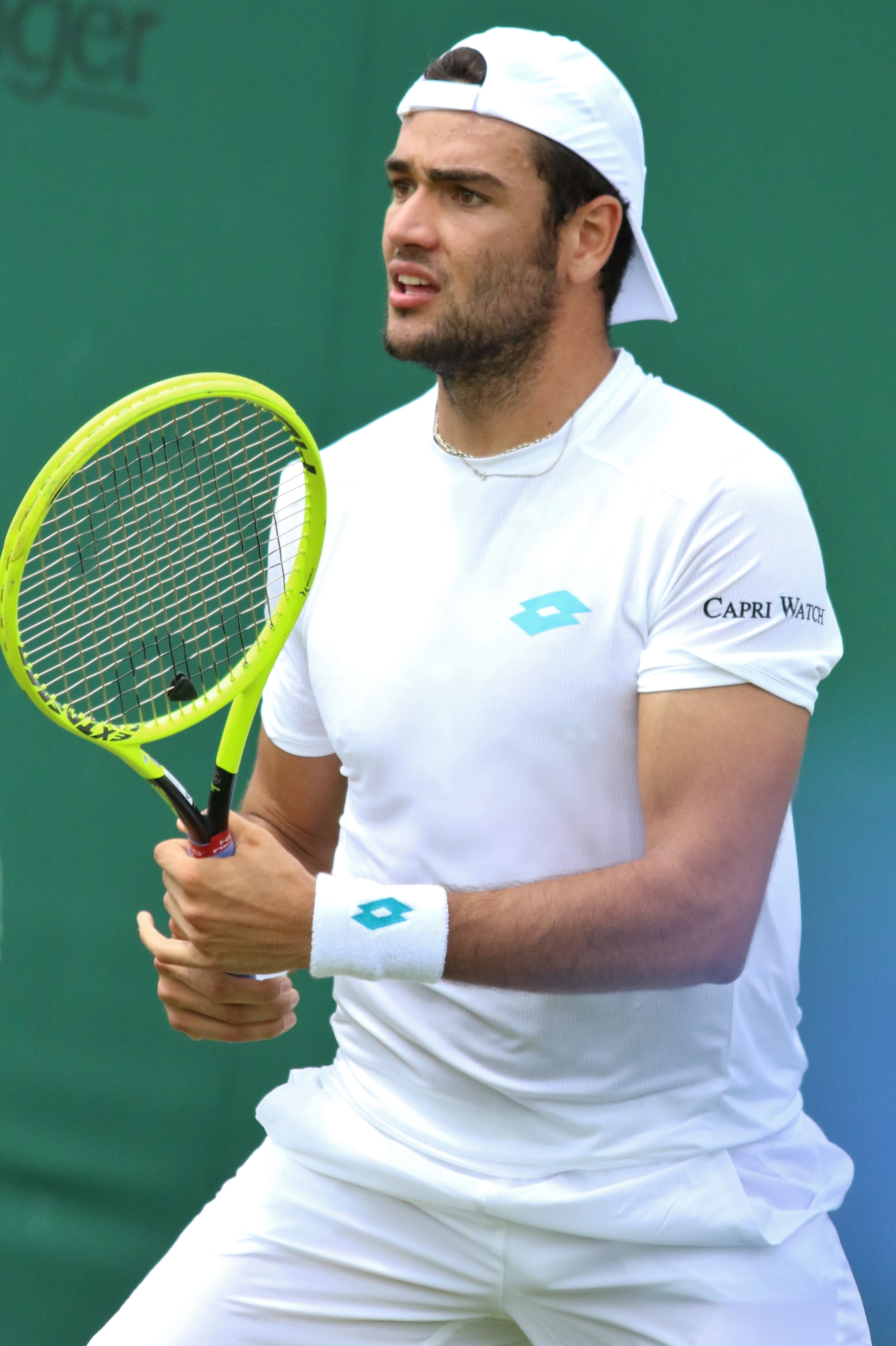
Берреттини на Уимблдоне 2019 года

В 2019 году Берреттини смог выйти на новый уровень, войдя к концу в сезона в топ-10 лучших игроков. Старт сезона оказался не удачным — один выигранный матч на трёх турнирах, включая Открытый чемпионат Австралии. После этого он впервые сыграл за сборную Италии в Кубке Дэвиса, где выиграл свой одиночный и парный матч. В феврале на зальном турнире в Софии удалось первый раз в сезоне выиграть несколько матчей подряд и пройти в полуфинал и после этого поднялся в топ-50. В марте после вылета в первом раунде на Мастерсе в Индиан-Уэлсе, он отправился разминаться на турнир младшей серии «челленджер» в Финиксе (США) и смог стать его победителем, обыграв в финале в трёх сетах Михаила Кукушкина из Казахстана. В апреле Берреттини выиграл второй одиночный титул основного тура, став чемпионом турнира в Будапеште, где в финале был обыгран Филип Краинович. На следующем турнире в Мюнхене он продолжил победную серию, доведя её до девяти матчей подряд, однако в финале проиграл чилийцу Кристиану Гарину. В мае на Мастерсе в Риме дошёл только до третьего раунда, но во втором раунде одержал первую победу над игроком из топ-100, переиграв Александра Зверева (7-5, 7-5). На кортах Ролан Гаррос он во втором раунде уступил Касперу Рууду.
Берреттини удачно провёл отрезок сезона 2019 года на траве. В июне он выиграл турнир в Штутгарте, ставшим третьим одиночным титулом в Туре. Во втором раунде он переиграл № 9 в мире на тот момент Карена Хачанова (6-4, 6-2), а в финале нанёс поражение Феликсу Оже-Альяссиму (6-4, 7-6). На следующем турнире в Халле в 1/4 финала был вновь обыгран Хачанов (6-2, 7-6), но в полуфинале он проиграл Давиду Гоффену. Эти результаты позволили подняться в топ-20. В июле Маттео на Уимблдонском турнире дошёл до четвёртого раунда (впервые на Больших шлемах), где проиграл без особой борьбы будущему финалисту швейцарцу Роджеру Федереру в трёх сетах.
Летнюю подготовку к последнему турниру Большого шлема в сезоне-2019 Берреттини практически пропустил, сыграв только один матч на Мастерсе в Цинциннати. Несмотря на это, на Открытом чемпионате США он впервые в карьере вышел в 1/2 финала турнира Большого шлема. Маттео последовательно обыграл Ришара Гаске (6-4, 6-3, 2-6, 6-2), Джордана Томпсона (7-5, 7-6, 4-6, 6-1), Алексея Попырина (6-4, 6-4, 6-7, 7-6) и Андрея Рублёва (6-1, 6-4, 7-6). В четвертьфинале Берреттини в пяти партиях обыграл Гаэля Монфиса со счётом 3-6, 6-3, 6-2, 3-6, 7-6(5) и стал первым с 1977 года итальянцем, вышедшим в полуфинал этого турнира. На этой стадии Берреттини уступил Рафаэлю Надалю со счётом 6-7(6), 4-6, 1-6. В рейтинге он поднялся с 25-го на 13-е место.
В сентябре 2019 года на турнире в Санкт-Петербурге неожиданно проиграл в четвертьфинале белорусскому теннисисту, пробившемуся через квалификацию, Егору Герасимову в двух сетах. В парном соревновании он второй год подряд сыграл в финале (на этот раз в команде с Симоне Болелли), но на этот раз итальянцы проиграли. В октябре неплохо был сыгран Мастерс в Шанхае, где удалось выйти в полуфинал и обыграть двух теннисистов из первой десятки рейтинга (№ 10 Роберто Баутисту и № 5 Доминика Тима). После выхода в полуфинал на зальном турнире в Вене Берреттини впервые в карьере вошёл в топ-10 мирового рейтинга. В ноябре он достиг 8-го места рейтинга и получил право выступить на Итоговом турнире ATP. В своей группе итальянец проиграл Новаку Джоковичу и Роджеру Федереру, а в третьем матче обыграл Доминика Тима, но занял последнее место в группе. Завершил 2019 год на восьмом месте в рейтинге. По результатам сезона получил награду ассоциации теннисистов за лучший прогресс года.
В 2020 году на Открытом чемпионате Австралии Берреттини впервые выиграл матч в основной сетке, однако во втором раунде проиграл Теннису Сандгрену. Затем он выступил в сезоне уже после перерыва в августе. На трёх турнирах Большого шлема (Уимблдон не проводился из-за пандемии COVID-19) ни разу не сумел выйти в четвертьфинал, лучший результат — 4-й круг на Открытом чемпионате США, где Андрей Рублёв взял реванш у итальянца (4-6, 6-3, 6-3, 6-3) за поражение на этой же стадии турнира в 2019 году. На Мастерсе в Риме в сентябре он доиграл до четвертьфинала, а на Ролан Гаррос остановился на стадии третьего раунда. За весь неполный сезон итальянец ни разу не играл в финале турниров, но тем не менее закончил сезон на 10-м месте в рейтинге.

### 2021—2022 (финал на Уимблдоне и полуфинал в Австралии)

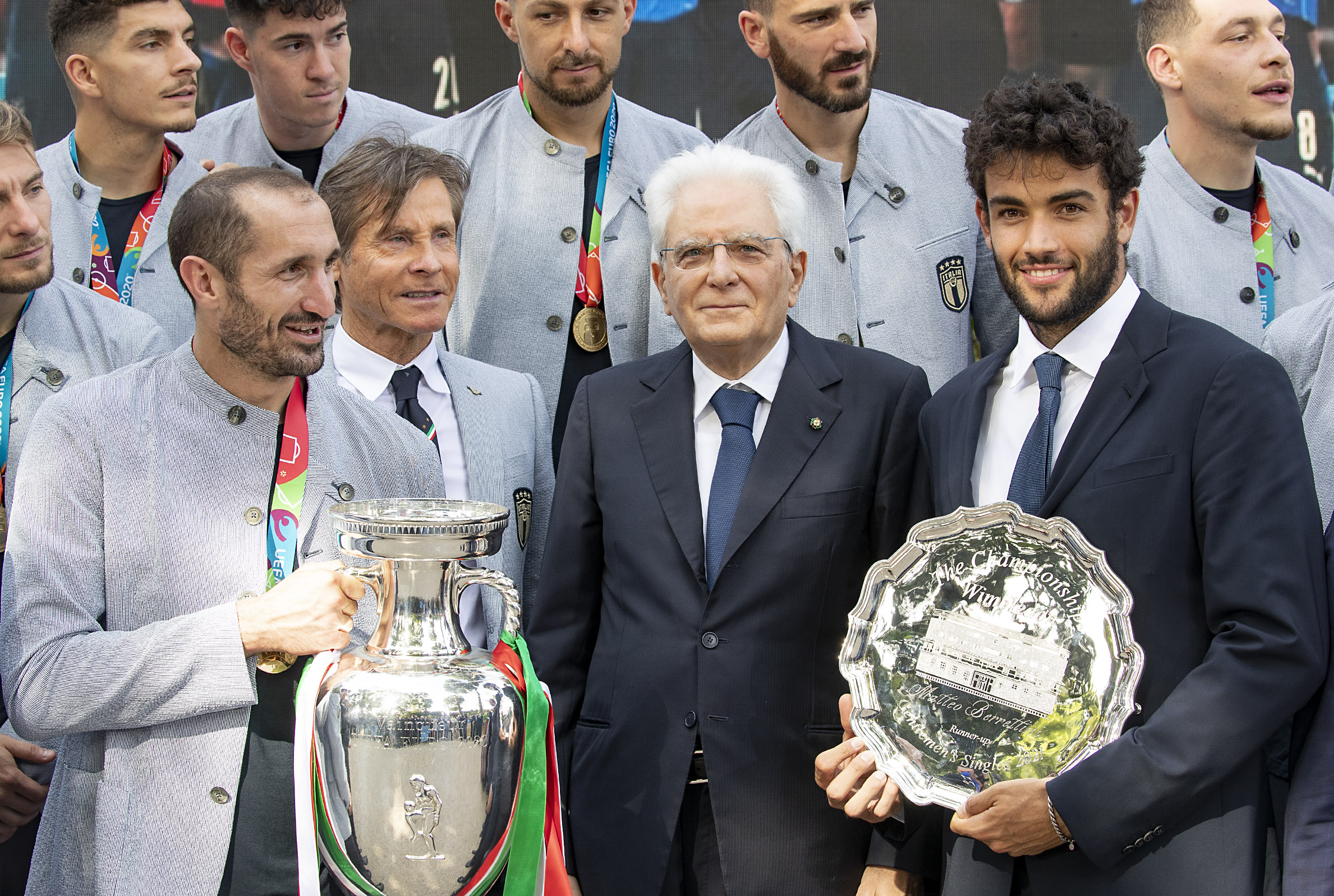
Берреттини (справа) с призом за финал Уимблдона 2021 года

На первом турнире в 2021 году в Анталье Берреттини доиграл до 1/4 финала. Затем он сыграл за команду Италии на Кубке ATP и помог ей выйти в финал. В стартовом матче на турнире он обыграл Третью ракетку мира Доминика Тима из команды Австрии, а затем выиграл Гаэля Монфиса из Франции и в полуфинале Роберто Баутисту из Испании. В финале Берреттини не смог помочь итальянцам, проиграв Даниилу Медведеву в двух сетах и командный кубок достался команде Россия. На Открытом чемпионате Австралии в третьем раунде в трёх сетах был обыгран Карен Хачанов и оформлен первый выход здесь в четвёртый раунд, однако матч против Стефаноса Циципаса не сыграл, снявшись из-за травмы мышц живота. После этого итальянец восстанавливался до апреля, пропустив ряд турниров. На втором после возвращения турнире в Белграде ему удалось стать победителем. Обыграв в финале Аслана Карацева (6-1, 3-6, 7-6), Берреттини завоевал четвёртый одиночный титул в Туре и первый с 2019 года. В начале мая на Мастерсе в Мадриде ему удалось сыграть дебютный финал в этой престижной серии. На пути к финалу он прошёл Фоньини, Дельбониса, Гарина и Рууда, но в титульном матче уступил Александру Звереву — 7-6, 4-6, 3-6. На Открытом чемпионате Франции Берреттини был посеян под девятым номером и дошёл до четвертьфинала, выиграв три матча, а в четвёртом круге Роджер Федерер отказался от игры. В 1/4 финала итальянец проиграл Новаку Джоковичу со счётом 3-6, 2-6, 7-6(5), 5-7.
В 2021 году Берреттини удачно сыграл на траве. В июне он выиграл турнир в Лондоне, переиграв в финале Кэмерона Норри (6-4, 6-7, 6-3). На Уимблдонском турнире Маттео был посеян под седьмым номером и уверенно выиграл первые четыре матча, отдав только один сет в первом круге против Гидо Пельи. В четвертьфинале Берреттини обыграл 16-го сеянного Феликса Оже-Альяссима, а в полуфинале 14-го сеянного Хуберта Хуркача в четырёх сетах и впервые в карьере вышел в финал турнира Большого шлема. Последний раз итальянец играл в финале турнира Большого шлема в мужском одиночном разряде в 1976 году (Адриано Панатта во Франции), а на Уимблдоне не играл никогда (итальянки также не доходили до финала в одиночном разряде). В финале Берреттини проиграл первой ракетке мира Новаку Джоковичу.
| Стадия    | Соперник (посев)            | Рейтинг | Счёт               | Время матча |
| 1-й раунд | Гидо Пелья                  | 59      | 6-4 3-6 6-4 6-0    | 2 ч 16 мин  |
| 2-й раунд | Ботик ван де Зандсхюлп (LL) | 139     | 6-3 6-4 7-6(4)     | 2 ч 15 мин  |
| 3-й раунд | Аляж Бедене                 | 64      | 6-4 6-4 6-4        | 1 ч 42 мин  |
| 4-й раунд | Илья Ивашко                 | 79      | 6-4 6-3 6-1        | 1 ч 47 мин  |
| 1/4       | Феликс Оже-Альяссим (16)    | 19      | 6-3 5-7 7-5 6-3    | 3 ч 4 мин   |
| 1/2       | Хуберт Хуркач (14)          | 18      | 6-3 6-0 6-7(3) 6-4 | 2 ч 36 мин  |
| Финал     | Новак Джокович (1)          | 1       | 7-6(4) 4-6 4-6 3-6 | 3 ч 24 мин  |

На Открытом чемпионате США 2021 года был посеян шестым и дошёл до 1/4 финала, где вновь в четырёх сетах уступил Джоковичу, выиграв первую партию (7-5, 2-6, 2-6, 3-6). Осенью он вышел в третий раунд на Мастерсе в Индиан-Уэлсе и четвертьфинал в Вене. На Итоговом турнире Берреттини отказался от игры по ходу первого матча против Александра Зверева (оставшиеся два матча вместо Маттео сыграл запасной Янник Синнер). 2021 год Берреттини закончил на седьмом месте в рейтинге.
На Открытом чемпионате Австралии 2022 года Берреттини был посеян седьмым (фактически шестым с учётом отсутствия Джоковича) и дошёл до полуфинала. Особенно трудными для Берретини стали матчи против юного Карлоса Алькараса в третьем круге и ветерана Гаэля Монфиса в 1/4 финала (как и на Открытом чемпионате США 2019 года), которые итальянец выиграл в пяти сетах. Берретини стал первым в истории итальянцем, который играл как минимум в 1/4 финала на всех турнирах Большого шлема, а также первым теннисистом, рождённым в 1990-е годы, с таким достижением. Кроме того, Берреттини стал первым в истории итальянцем, вышедшим в полуфинал Открытого чемпионата Австралии в одиночном разряде. После выступления в Мельбурне он поднялся на самое высокое в карьере — шестое место мирового рейтинга. После Австралии Берретини сыграл до середины марта на трёх турнирах, среди результатов были 1/4 финала в Рио-де-Жанейро и четвёртый раунд Мастерса в Индиан-Уэлсе. Затем он полностью пропустил грунтовый отрезок сезона после того, как в конце марта перенёс операцию на правой руке.
Возвращение состоялось в июне 2022 года, когда турниры проходили на траве. Берреттини сразу же смог выиграть на двух турнирах подряд. В Штутгарте в финале он переиграл Энди Маррея — 6-4, 5-7, 6-3, а в Лондоне защитил титул, нанеся поражение Филипу Краиновичу — 7-5, 6-4. Однако сыграть на Уимблдонском турнире, где год назад он был финалистом, не удалось. Берреттини сдал положительный тест на коронавирусную инфекцию. В результате потерянных рейтинговых очков он потерял место в топ-10 рейтинга. В июле он сыграл один грунтовой турнир в сезоне — в Гштаде, где смог выйти в финал, в котором уступил Касперу Рууду (6-4, 6-7, 2-6). На Открытом чемпионате США соперники встретились вновь — на этот раз на стадии четвертьфинала и путь дальше вновь продолжи Рууд. В сентябре Берреттини помог сборной Италии выйти в плей-офф Кубка Дэвиса, заняв первое место в своей группе. По итогу итальянцы доиграли до полуфинала. В октябре Берреттини вышел в финал турнира в Неаполе, в котором проиграл соотечественнику Лоренцо Музетти — 6-7, 2-6. Сезон он завершил на 16-й строчки рейтинга.

### 2023: досрочное окончание сезона из-за травмы ноги

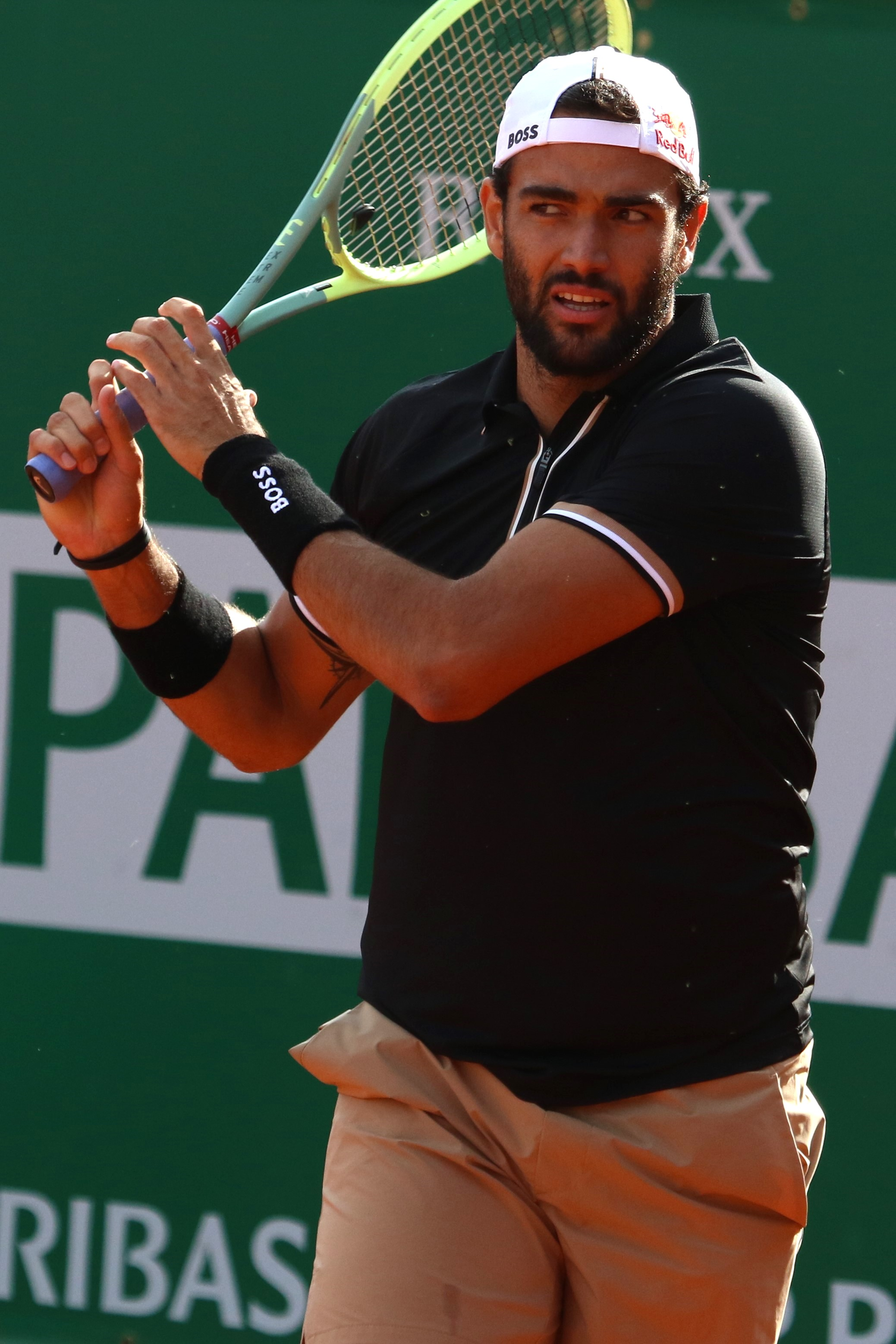
Апрель 2023 года

На старте сезона Берреттини сыграл за команду Италии на новом турнире United Cup. Он помог выйти из группы, выиграв все три своих матча, в том числе у № 3 в мире Каспера Рууда (6-4, 6-4) и № 10 Хуберта Хуркача (6-4, 3-6, 6-3). Однако далее он помочь уже не смог: в полуфинале проиграл Стефаносу Циципасу (6-4, 6-7, 4-6), а в финале уступил свой матч Тейлору Фрицу (6-7, 6-7) и кубок достался команде США.
На Открытом чемпионате Австралии Берреттини не повезло со жребием и в первом раунде он сразился в 5-сетовом матче с «ветераном» Энди Марреем, который почти за пять часов обыграл итальянца. Берреттини по итогам первого Большого шлема сезона выпал из топ-20. В феврале он вышел в четвертьфинал турнира в Акапулько. В марте на Мастерсах в США проиграл в стартовых матчах, а в апреле на Мастерсе в Монте-Карло снялся перед игрой третьего раунда с Хольгером Руне из-за травмы мышц живота.
Вернулся на корты в июне на турнире на траве в Штутгарте, где без борьбы проиграл в первом же матче Лоренцо Сонего (1-6, 2-6). Однако на Уимблдоне в первом круге взял реванш у Сонего в четырёх сетах, а затем обыграл Алекса де Минора и Александра Зверева в трёх сетах. В 4-м круге Маттео уступил первой ракетке мира Карлосу Алькарасу со счётом 6-3, 3-6, 3-6, 3-6, который затем выиграл турнир.
На двух турнирах серии Мастерс в Торонто и Цинциннати выиграл только один матч. На Открытом чемпионате США был вынужден сняться по ходу матча второго круга против Артюра Рендеркнеша, после того как получил тяжёлую травму лодыжки и не смог самостоятельно покинуть корт. Сезон для Берреттини оказался завершён, пропустил он и начало сезона 2024 года из-за продолжающихся проблем со стопой.

### 2024
Первым турниром сезона для Берреттини стал «челленджер» на харде в американском Финиксе в марте, где итальянец дошёл до финала. В апреле Берреттини выиграл турнир ATP 250 в Марракеше на грунте. Это был 8-й в карьере Берреттини титул на турнирах ATP и первый с лета 2022 года. На Мастерсе в Монте-Карло в первом круге проиграл Миомиру Кецмановичу (3-6, 1-6), после чего пропустил несколько турниров в конце весны и начала лета, в том числе Открытый чемпионат Франции.

## Рейтинг на конец года
| Год  | Одиночный рейтинг | Парный рейтинг |
| 2024 | 34                | —              |
| 2023 | 92                | —              |
| 2022 | 16                | 824            |
| 2021 | 7                 | 271            |
| 2020 | 10                | 220            |
| 2019 | 8                 | 208            |
| 2018 | 54                | 125            |
| 2017 | 135               | 564            |
| 2016 | 435               | 731            |
| 2015 | 525               | 587            |

По данным официального сайта ATP на последнюю неделю года.

## Выступления на турнирах

### Финалы турниров Большого шлема в одиночном разряде (1)

#### Поражение (1)
| №  | Год  | Турнир   | Покрытие | Соперник в финале | Счёт               |
| 1. | 2021 | Уимблдон | Трава    | Новак Джокович    | 7-6(4) 4-6 4-6 3-6 |

### Финалы турнировATPв одиночном разряде (16)

#### Победы (10)
| Легенда                     |
| --------------------------- |
| Турниры Большого шлема (0)* |
| Итоговый турнир ATP (0)     |
| Мастерс (0)                 |
| АТР 500 (2)                 |
| АТР 250 (8+2)               |

| Титулы по покрытиям | Титулы по месту проведения матчей турнира |
| ------------------- | ----------------------------------------- |
| Хард (0+1)*         | Зал (0+1)                                 |
| Грунт (6+1)         | Зал (0+1)                                 |
| Трава (4)           | Открытый воздух (10+1)                    |
| Ковёр (0)           | Открытый воздух (10+1)                    |

* количество побед в одиночном разряде + количество побед в парном разряде.
| №   | Дата           | Турнир                     | Покрытие | Соперник в финале       | Счёт           |
| 1.  | 29 июля 2018   | Гштад, Швейцария           | Грунт    | Роберто Баутиста Агут   | 7-6(9) 6-4     |
| 2.  | 28 апреля 2019 | Будапешт, Венгрия          | Грунт    | Филип Краинович         | 4-6 6-3 6-1    |
| 3.  | 16 июня 2019   | Штутгарт, Германия         | Трава    | Феликс Оже-Альяссим     | 6-4 7-6(11)    |
| 4.  | 25 апреля 2021 | Белград, Сербия            | Грунт    | Аслан Карацев           | 6-1 3-6 7-6(0) |
| 5.  | 20 июня 2021   | Лондон, Великобритания     | Трава    | Кэмерон Норри           | 6-4 6-7(5) 6-3 |
| 6.  | 12 июня 2022   | Штутгарт, Германия (2)     | Трава    | Энди Маррей             | 6-4 5-7 6-3    |
| 7.  | 19 июня 2022   | Лондон, Великобритания (2) | Трава    | Филип Краинович         | 7-5 6-4        |
| 8.  | 7 апреля 2024  | Марракеш, Марокко          | Грунт    | Роберто Карбальес Баэна | 7-5 6-2        |
| 9.  | 21 июля 2024   | Гштад, Швейцария (2)       | Грунт    | Кантен Алис             | 6-3 6-1        |
| 10. | 27 июля 2024   | Кицбюэль, Австрия          | Грунт    | Юго Гастон              | 7-5 6-3        |

#### Поражения (6)
| №  | Дата            | Турнир             | Покрытие | Соперник в финале | Счёт               |
| 1. | 5 мая 2019      | Мюнхен, Германия   | Грунт    | Кристиан Гарин    | 1-6 6-3 6-7(1)     |
| 2. | 9 мая 2021      | Мадрид, Испания    | Грунт    | Александр Зверев  | 7-6(8) 4-6 3-6     |
| 3. | 11 июля 2021    | Уимблдон           | Трава    | Новак Джокович    | 7-6(4) 4-6 4-6 3-6 |
| 4. | 24 июля 2022    | Гштад, Швейцария   | Грунт    | Каспер Рууд       | 6-4 6-7(4) 2-6     |
| 5. | 23 октября 2022 | Неаполь, Италия    | Хард     | Лоренцо Музетти   | 6-7(5) 2-6         |
| 6. | 16 июня 2024    | Штутгарт, Германия | Трава    | Джек Дрейпер      | 6-3 6-7(5) 4-6     |

### Финалы челленджеров и фьючерсов в одиночном разряде (13)

#### Победы (5)
| Условные обозначения |
| Челленджеры (3)*     |
| Фьючерсы (2+4)       |

| Титулы по покрытиям | Титулы по месту проведения матчей турнира |
| ------------------- | ----------------------------------------- |
| Хард (2+1)*         | Зал (2)                                   |
| Грунт (2+3)         | Зал (2)                                   |
| Трава (0)           | Открытый воздух (3+4)                     |
| Ковёр (1)           | Открытый воздух (3+4)                     |

* количество побед в одиночном разряде + количество побед в парном разряде.
| №  | Дата            | Турнир                            | Покрытие    | Соперник в финале  | Счёт              |
| 1. | 10 октября 2015 | Пула, Италия                      | Грунт       | Андреа Бассо       | 4-6 6-3 6-3       |
| 2. | 12 февраля 2017 | Оберэнтфельден, Швейцария         | Ковёр (зал) | Лоран Локоли       | 6-2 6-4           |
| 3. | 23 июля 2017    | Сан-Бенедетто-дель-Тронто, Италия | Грунт       | Ласло Дьере        | 6-3 6-4           |
| 4. | 25 февраля 2018 | Бергамо, Италия                   | Хард (зал)  | Стефано Наполитано | 6-2 3-6 6-2       |
| 5. | 17 марта 2019   | Финикс, США                       | Хард        | Михаил Кукушкин    | 3-6 7-6(6) 7-6(2) |

#### Поражения (8)
| №  | Дата             | Турнир                    | Покрытие   | Соперник в финале | Счёт              |
| 1. | 13 сентября 2015 | Анталья, Турция           | Хард       | Матия Песотич     | 7-6(6) 6-7(4) 2-6 |
| 2. | 11 сентября 2016 | Реджо-нель-Эмилия, Италия | Грунт      | Стефано Травалья  | Без игры          |
| 3. | 26 ноября 2016   | Андрия, Италия            | Хард (зал) | Лука Ванни        | 7-5 0-6 3-6       |
| 4. | 25 марта 2017    | Цюаньчжоу, Китай          | Хард       | Томас Фаббиано    | 6-7(5) 6-7(7)     |
| 5  | 12 августа 2017  | Порторож, Словения        | Хард       | Сергей Стаховский | 7-6(4) 6-7(6) 3-6 |
| 6. | 17 сентября 2017 | Стамбул, Турция           | Хард       | Малик Джазири     | 6-7(4) 6-0 5-7    |
| 7. | 18 марта 2018    | Ирвинг, США               | Хард       | Михаил Кукушкин   | 2-6 6-3 1-6       |
| 8. | 17 марта 2024    | Финикс, США               | Хард       | Нуну Боржеш       | 5-7 6-7(4)        |

### Финалы турнировATPв парном разряде (3)

#### Победы (2)
| №  | Дата             | Турнир                  | Покрытие   | Партнёр          | Соперники в финале           | Счёт          |
| 1. | 29 июля 2018     | Гштад, Швейцария        | Грунт      | Даниэле Браччали | Игорь Зеленай Денис Молчанов | 7-6(2) 7-6(5) |
| 2. | 23 сентября 2018 | Санкт-Петербург, Россия | Хард (зал) | Фабио Фоньини    | Роман Ебавый Матве Мидделкоп | 7-6(6) 7-6(4) |

#### Поражение (1)
| №  | Дата             | Турнир                  | Покрытие   | Партнёр        | Соперники в финале         | Счёт           |
| 1. | 22 сентября 2019 | Санкт-Петербург, Россия | Хард (зал) | Симоне Болелли | Игорь Зеленай Дивидж Шаран | 3-6 6-3 [8-10] |

### Финалы челленджеров и фьючерсов в парном разряде (5)

#### Победы (4)
| №  | Дата             | Турнир                    | Покрытие | Партнёр           | Соперники в финале                 | Счёт              |
| 1. | 29 марта 2015    | Анталья, Турция           | Хард     | Филиппо Балди     | Эдоардо Ерёмин Лоренцо Сонего      | 6-7(3) 6-2 [10-0] |
| 2. | 10 октября 2015  | Пула, Италия              | Грунт    | Андреа Пеллегрино | Филиппо Балди Джанлука Назо        | Без игры          |
| 3. | 3 сентября 2016  | Триест, Италия            | Грунт    | Якопо Стефанини   | Тобиас Симон Флориан Фаллерт       | 7-6(3) 6-3        |
| 4. | 11 сентября 2016 | Реджо-нель-Эмилия, Италия | Грунт    | Якопо Стефанини   | Андреа Вавассори Андреа Пеллегрино | 6-3 7-6(5)        |

#### Поражение (1)
| №  | Дата        | Турнир       | Покрытие | Партнёр       | Соперники в финале              | Счёт           |
| 1. | 16 мая 2015 | Пула, Италия | Грунт    | Филиппо Балди | Пьетро Личчиарди Пьетро Рондони | 6-3 4-6 [7-10] |

### Финалы командных турниров (3)

#### Победа (1)
| №  | Год  | Турнир       | Команда                                                               | Соперник в финале                                                  | Счёт |
| 1. | 2024 | Кубок Дэвиса | Италия М. Берреттини, С. Болелли, А. Вавассори, Л. Музетти, Я. Синнер | Нидерланды Б. ван де Зандсхюлп, Т. Грикспор, Й. де Йонг, У. Колхоф | 2-0  |

#### Поражения (2)
| №  | Год  | Турнир     | Команда                                                                                   | Соперник в финале                                   | Счёт |
| 1. | 2021 | Кубок ATP  | Италия · М.Берреттини, С.Болелли, А.Вавассори, Ф.Фоньини                                  | Россия · Е.Донской, А.Карацев, Д.Медведев, А.Рублёв | 0-2  |
| 2. | 2023 | United Cup | Италия · М. Берреттини, Л. Бронцетти, А. Вавассори, Л. Музетти, К. Розателло, М. Тревизан | США · М. Киз, Дж. Пегула, Ф. Тиафо, Т. Фриц         | 0-4  |

## История выступлений на турнирах
По состоянию на 9 июня 2025 года
Для того, чтобы предотвратить неразбериху и удваивание счета, информация в этой таблице корректируется только по окончании турнира или по окончании участия там данного игрока.
| Турнир                       | 2017  | 2018  | 2019   | 2020          | 2021          | 2022          | 2023  | 2024  | 2025  | Итог   | В/П за карьеру |
| ---------------------------- | ----- | ----- | ------ | ------------- | ------------- | ------------- | ----- | ----- | ----- | ------ | -------------- |
| Турниры Большого шлема       |       |       |        |               |               |               |       |       |       |        |                |
| Открытый чемпионат Австралии | -     | 1Р    | 1Р     | 2Р            | 4Р            | 1/2           | 1Р    | -     | 2Р    | 0 / 7  | 10-6           |
| Открытый чемпионат Франции   | -     | 3Р    | 2Р     | 3Р            | 1/4           | -             | -     | -     | -     | 0 / 4  | 8-4            |
| Уимблдонский турнир          | -     | 2Р    | 4Р     | НП            | Ф             | -             | 4Р    | 2Р    |       | 0 / 5  | 14-5           |
| Открытый чемпионат США       | К2    | 1Р    | 1/2    | 4Р            | 1/4           | 1/4           | 2Р    | 2Р    |       | 0 / 7  | 18-7           |
| Итог                         | 0 / 0 | 0 / 4 | 0 / 4  | 0 / 3         | 0 / 4         | 0 / 2         | 0 / 3 | 0 / 2 | 0 / 1 | 0 / 23 |                |
| В/П в сезоне                 | 0-0   | 3-4   | 9-4    | 6-3           | 16-3          | 9-2           | 4-3   | 2-2   | 1-1   |        | 50-22          |
| Итоговые турниры             |       |       |        |               |               |               |       |       |       |        |                |
| Итоговый турнир ATP          | -     | -     | Группа | -             | Группа        | -             | -     | -     |       | 0 / 2  | 1-3            |
| Турниры Мастерс              |       |       |        |               |               |               |       |       |       |        |                |
| Индиан-Уэлс                  | -     | 2Р    | 1Р     | НП            | 3Р            | 4Р            | 2Р    | -     | 3Р    | 0 / 6  | 4-6            |
| Майами                       | -     | К1    | 1Р     | НП            | -             | -             | 2Р    | 1Р    | 1/4   | 0 / 4  | 3-4            |
| Монте-Карло                  | -     | -     | 1Р     | НП            | 2Р            | -             | 3Р    | 1Р    | 3Р    | 0 / 5  | 4-4            |
| Мадрид                       | -     | К1    | -      | НП            | Ф             | -             | -     | -     | 3Р    | 0 / 2  | 5-2            |
| Рим                          | 1Р    | 2Р    | 3Р     | 1/4           | 3Р            | -             | -     | -     | 3Р    | 0 / 6  | 8-6            |
| Монреаль/Торонто             | -     | -     | -      | НП            | -             | 1Р            | 2Р    | -     |       | 0 / 2  | 1-2            |
| Цинциннати                   | -     | -     | 1Р     | 3Р            | 3Р            | 1Р            | 1Р    | 1Р    |       | 0 / 6  | 2-6            |
| Шанхай                       | -     | К2    | 1/2    | Не проводился | Не проводился | Не проводился | -     | 2Р    |       | 0 / 2  | 5-2            |
| Париж                        | -     | -     | 2Р     | 2Р            | -             | -             | -     | 1Р    |       | 0 / 3  | 0-3            |
| Статистика за карьеру        |       |       |        |               |               |               |       |       |       |        |                |
| Проведено финалов            | 0     | 1     | 3      | 0             | 4             | 4             | 0     | 4     | 0     |        | 16             |
| Выиграно турниров АТП        | 0     | 1     | 2      | 0             | 2             | 2             | 0     | 3     | 0     |        | 10             |
| В/П: всего                   | 0-1   | 19-19 | 43-25  | 9-6           | 41-12         | 32-12         | 12-11 | 32-12 | 13-10 |        | 201-108        |
| Σ % побед                    | 0 %   | 50 %  | 63 %   | 60 %          | 77 %          | 73 %          | 52 %  | 73 %  | 57 %  |        | 65 %           |

К — проигрыш в квалификационном турнире.

## Победы над теннисистами из топ-10
По состоянию на 9 июня 2025 года
- У Берреттини рекорд 11-29 против игроков, которые на момент проведения матча входили в топ-10.

| Сезон | 2018 | 2019 | 2020 | 2021 | 2022 | 2023 | 2024 | 2025 | Всего |
| Побед | 0    | 6    | 0    | 1    | 0    | 2    | 0    | 2    | 11    |

| №    | Игрок                 | Рейтинг | Турнир              | Покрытие   | Этап          | Счёт          | Рейтинг Берреттини |
| ---- | --------------------- | ------- | ------------------- | ---------- | ------------- | ------------- | ------------------ |
| 2019 |                       |         |                     |            |               |               |                    |
| 1.   | Александр Зверев      | 5       | Рим, Италия         | Грунт      | 2-й раунд     | 7-5, 7-5      | 33                 |
| 2.   | Карен Хачанов         | 9       | Штутгарт, Германия  | Трава      | 2-й раунд     | 6-4, 6-2      | 30                 |
| 3.   | Карен Хачанов         | 9       | Халле, Германия     | Трава      | 1/4 финала    | 6-2, 7-6(4)   | 22                 |
| 4.   | Роберто Баутиста Агут | 10      | Шанхай, Китай       | Хард       | 3-й раунд     | 7-6(5), 6-4   | 13                 |
| 5.   | Доминик Тим           | 5       | Шанхай, Китай       | Хард       | 1/4 финала    | 7-6(8), 6-4   | 13                 |
| 6.   | Доминик Тим           | 5       | Финал Мирового тура | Хард (зал) | Группа        | 7-6(3), 6-3   | 8                  |
| 2021 |                       |         |                     |            |               |               |                    |
| 7.   | Доминик Тим           | 3       | Кубок ATP           | Хард       | Группа        | 6-2, 6-4      | 10                 |
| 2023 |                       |         |                     |            |               |               |                    |
| 8.   | Каспер Рууд           | 3       | United Cup          | Хард       | Группа        | 6–4, 6–4      | 16                 |
| 9.   | Хуберт Хуркач         | 10      | United Cup          | Хард       | Финал городов | 6–4, 3–6, 6–3 | 16                 |
| 2025 |                       |         |                     |            |               |               |                    |
| 10.  | Новак Джокович        | 7       | Доха, Катар         | Хард       | 1-й раунд     | 7-6(4), 6-2   | 35                 |
| 11.  | Александр Зверев      | 2       | Монте-Карло, Монако | Грунт      | 2-й раунд     | 2-6, 6-3, 7-5 | 34                 |